# Československá hokejová liga 1964/1965
22. ročník československé hokejové ligy 1964/65 se hrál pod názvem I. liga.

## Herní systém
12 účastníků hrálo v jedné skupině. Účastníci hráli nejprve dvoukolově systémem každý s každým, pak byli rozděleni podle umístění na 2 skupiny (o 1. - 6. místo a o 7. - 12. místo). V obou skupinách se hrálo dvoukolově každý s každým o titul, resp. o udržení. Výsledky z prvních dvou vzájemných zápasů se započítávaly.
Vzhledem ke snížení počtu účastníků na 10 sestoupila poslední dvě mužstva skupiny o udržení a mužstva na 9. a 10. místě hrála baráž. V ní si první dvě mužstva zajistila účast v příštím ročníku.

## Pořadí po základní části
| Poř. | Tým               | Zápasy | Výhry | Remízy | Porážky | Skóre   | Body |
| ---- | ----------------- | ------ | ----- | ------ | ------- | ------- | ---- |
| 1.   | ZKL Brno          | 22     | 18    | 1      | 3       | 126:46  | 37   |
| 2.   | Sparta ČKD Praha  | 22     | 16    | 2      | 4       | 123:72  | 34   |
| 3.   | Slovan Bratislava | 22     | 16    | 1      | 5       | 117:84  | 33   |
| 4.   | Dukla Jihlava     | 22     | 14    | 1      | 7       | 111:54  | 29   |
| 5.   | SONP Kladno       | 22     | 11    | 1      | 10      | 96:113  | 23   |
| 6.   | Tesla Pardubice   | 22     | 10    | 2      | 10      | 111:107 | 22   |
| 7.   | TJ Gottwaldov     | 22     | 9     | 2      | 11      | 75:92   | 20   |
| 8.   | Spartak LS Plzeň  | 22     | 9     | 0      | 13      | 65:97   | 18   |
| 9.   | CHZ Litvínov      | 22     | 5     | 5      | 12      | 73:105  | 15   |
| 10.  | VŽKG Ostrava      | 22     | 6     | 1      | 15      | 68:93   | 13   |
| 11.  | Dukla Košice      | 22     | 4     | 2      | 16      | 66:113  | 10   |
| 12.  | Motorlet Praha    | 22     | 4     | 2      | 16      | 60:128  | 10   |

## Skupina o 1. - 6 místo
| Poř. | Tým               | Zápasy | Výhry | Remízy | Porážky | Skóre   | Body |
| ---- | ----------------- | ------ | ----- | ------ | ------- | ------- | ---- |
| 1.   | ZKL Brno          | 32     | 24    | 3      | 5       | 175:85  | 51   |
| 2.   | Slovan Bratislava | 32     | 21    | 2      | 9       | 164:113 | 44   |
| 3.   | Sparta ČKD Praha  | 32     | 20    | 3      | 9       | 162:115 | 43   |
| 4.   | Dukla Jihlava     | 32     | 19    | 2      | 11      | 155:93  | 40   |
| 5.   | Tesla Pardubice   | 32     | 15    | 3      | 14      | 159:153 | 33   |
| 6.   | SONP Kladno       | 32     | 13    | 1      | 18      | 133:171 | 27   |

## Skupina o 7. - 12. místo
| Poř. | Tým              | Zápasy | Výhry | Remízy | Porážky | Skóre   | Body |
| ---- | ---------------- | ------ | ----- | ------ | ------- | ------- | ---- |
| 7.   | Dukla Košice     | 32     | 11    | 5      | 16      | 112:138 | 27   |
| 8.   | CHZ Litvínov     | 32     | 10    | 7      | 15      | 112:130 | 27   |
| 9.   | TJ Gottwaldov    | 32     | 11    | 5      | 16      | 113:142 | 27   |
| 10.  | Spartak LS Plzeň | 32     | 13    | 0      | 19      | 100:135 | 26   |
| 11.  | VŽKG Ostrava     | 32     | 11    | 4      | 17      | 112:131 | 26   |
| 12.  | Motorlet Praha   | 32     | 5     | 3      | 24      | 93:184  | 13   |

## Nejlepší střelci
- Zdeněk Špaček (Tesla Pardubice) - 33 gólů
- Jan Klapáč (Dukla Jihlava) - 32 gólů
- Václav Nedomanský (Slovan Bratislava) - 31 gólů
- Vladimír Brada (Spartak LS Plzeň) - 27 gólů
- Miroslav Vlach (VZKG Ostrava) - 27 gólů
- Stanislav Prýl (Tesla Pardubice) - 26 gólů
- Jan Havel (Sparta ČKD Praha) - 25 gólů
- Ján Starší (Slovan Bratislava) - 24 gólů
- Vlastimil Bubník (ZKL Brno) - 23 gólů
- Jozef Golonka (Slovan Bratislava) - 23 gólů
- Jaroslav Jiřík (ZKL Brno) - 23 gólů
- Josef Vimmer (SONP Kladno) - 23 gólů

## Soupisky mužstev

### ZKL Brno
Vladimír Nadrchal (29/2,34),
Karel Ševčík (8/1,88) –
František Mašlaň (32/6/7/13/0),
Jaromír Meixner (32/12/10/16),
Ladislav Olejník (29/5/6/0),
Rudolf Potsch (31/11/14/0) –
Josef Barta (33/11/6/15),
Vlastimil Bubník (31/23/13/0),
Josef Černý (32/24/11/0),
Bronislav Danda (24/2/15/0),
Jaroslav Jiřík (30/23/13/0),
Zdeněk Kepák (30/15/17/0),
Rudolf Scheuer (31/11/10/0),
Karel Skopal (23/9/9/0),
František Ševčík (32/13/7/0),
František Vaněk (29/13/17/0),
Ivo Winkler (8/1/2/0) –
trenér Vladimír Bouzek

### TJ Gottwaldov
Jaromír Přecechtěl (30/3,98/89,0/-),
František Vyoral (4/2,18/93,7/-) -
Zdeněk Černý (7/1/0/1/2),
Jaroslav Heller (30/2/1/3/33),
Stanislav Kozel (6/0/0/0/0),
Bohumil Kožela (29/5/4/9/14),
Zdeněk Landa (32/3/0/3/31),
Zdeněk Poláček (31/3/1/4/22) -
Slavomír Bartoň 3/0/0/0/0),
Petr Bavor (31/13/6/19/18),
Vojtěch Číž (27/8/5/13/10),
Karel Heim (29/10/5/15/14),
Miloš Klíma (28/5/7/12/18),
Josef Kožela (30/7/9/16/54),
Ladislav Maršík (31/10/4/14/37),
Jiří Poláček (17/9/0/9/16),
František Schwach (29/14/8/22/18),
Jaroslav Stuchlík (29/6/6/12/30),
Karel Trtílek (31/16/6/22/34)

### CHZ Litvínov
Josef Bruk (17/4,76),
Jiří Trup (15/3,27) -
František Dům (25/3/-/-),
Vladimír Kýhos (23/0/-/-),
Tibor Mekyňa (24/2/-/-),
Jaroslav Piskač (31/3)/-/-),
Zdeněk Rippel (1/0)/-/-),
Kamil Svojše (29/3/-/-) -
Josef Beránek (30/16/-/-),
Vladimír Čechura (25/6/-/-),
Vlastimil Galina (3/0/-/-),
Jan Hroch (15/1/-/-),
Jaromír Hudec (32/15/-/-),
Ivan Kalina (32/13/-/-),
Oldřich Kašťák (8/5/-/-),
Petr Mokrý (25/6/-/-),
František Novák (23/5/-/-),
Petr Staňkovský (1/0/-/-),
Ladislav Štěrba (31/14/-/-),
Rostislav Štrubl (25/10/-/-),
Zdeněk Zíma (32/10/-/-)

## Kvalifikace o 1. ligu
| Poř. | Tým                  | Zápasy | Výhry | Remízy | Porážky | Skóre | Body |
| ---- | -------------------- | ------ | ----- | ------ | ------- | ----- | ---- |
| 1.   | TJ Gottwaldov        | 8      | 7     | 1      | 0       | 45:21 | 15   |
| 2.   | Spartak LZ Plzeň     | 8      | 6     | 1      | 1       | 35:20 | 13   |
| 3.   | VTŽ Chomutov         | 8      | 4     | 0      | 4       | 33:31 | 8    |
| 4.   | VTJ Dukla Litoměřice | 8      | 3     | 0      | 5       | 27:33 | 6    |
| 5.   | Slezan OSP Opava     | 8      | 3     | 0      | 5       | 23:30 | 6    |
| 6.   | Jednota Žilina       | 8      | 0     | 0      | 8       | 17:45 | 0    |

- Jakmile bylo jasno o postupujících, zbylé zápasy se nedohrávaly.